# Jonathan Demme
Robert Jonathan Demme (/ˈdɛmi/; 22 tháng 2 năm 1944 – 26 tháng 4 năm 2017) là nhà làm phim, nhà sản xuất và biên kịch người Mỹ. Demme nổi tiếng từ những năm 1980 bởi những bộ phim hài Melvin and Howard (1980), Swing Shift (1984), Something Wild (1986) và Married to the Mob (1988). Tác phẩm Sự im lặng của bầy cừu (1991) giúp ông giành chiến thắng Giải Oscar cho đạo diễn xuất sắc nhất. Sau này, ông đạo diễn nhiều bộ phim được khen ngợi khác như Philadelphia (1993) và Rachel Getting Married (2008).
Ngày 26 tháng 4 năm 2017, ông qua đời ở tuổi 73, bởi những ảnh hưởng của bệnh ung thư thực tràng và bệnh tim.

## Sự nghiệp
Demme bắt đầu sự nghiệp điện ảnh khi làm việc cho nhà sản xuất Roger Corman từ 1971 tới 1976, đồng sáng tác và sản xuất Angels Hard as They Come và The Hot Box. Ông đạo diễn ba bộ phim Caged Heat, Crazy Mama, Fighting Mad cho hãng phim New World Pictures của Corman. Sau Fighting Mad, Demme đạo diễn phim hài Citizens Band (sau này đổi tên thành Handle with Care) cho hãng Paramount Pictures năm 1977.
Bộ phim nhận nhiều phản hồi tích cực, nhưng ít được quảng bá và không gây chú ý tại phòng vé. Bộ phim kế tiếp, Melvin and Howard (1980), không được phát hành rộng rãi, nhưng mang về những lời đánh giá tốt, giúp Demme có cơ hội đạo diễn Swing Shift, có diễn xuất của Goldie Hawn và Kurt Russell. Được dự đoán là bộ phim quan trọng của hãng Warner Bros. và sự nghiệp của Demme, Swing Shift lại gặp khó khăn trong quá trình sản xuất vì xung đột tư tưởng giữa Demme và Hawn. Demme cuối cùng đã từ bỏ dự án. Khi phát hành vào tháng 5 năm 1984, bộ phim bị các nhà phê bình chê trách và xuất hiện mờ nhạt tại các rạp chiếu. Sau đó Demme thực hiện phim ca nhạc Stop Making Sense; phim hài lãng mạn Something Wild; phiên bản chuyển thể điện ảnh Swimming to Cambodia của Spalding Gray; và phim hài Married to the Mob.[a]
Năm 1991, Demme thắng giải Oscar cho Sự im lặng của bầy cừu, một trong ba bộ phim duy nhất chiến thắng cả năm giải quan trọng (Phim hay nhất, Đạo diễn xuất sắc, Kịch bản hay nhất, Nam diễn viên và Nữ diễn viên xuất sắc). Demme tiếp tục với Philadelphia, giúp diễn viên Tom Hanks giành giải Oscar cho Nam diễn viên xuất sắc nhất. Ông thực hiện chuyển thể Beloved từ nguyên tác của Toni Morrison, làm lại hai bộ phim ăn khách: The Truth About Charlie, dựa trên Charade, có sự góp mặt của Mark Wahlberg trong vai Cary Grant; và The Manchurian Candidate, với diễn xuất của Denzel Washington và Meryl Streep. Nam 2007, phim tài liệu về cựu Tổng thống Hoa Kỳ Jimmy Carter Man from Plains được công chiếu tại Liên hoan phim Venice và Liên hoan phim Toronto.
Năm 2008, giới phê bình so sánh Rachel Getting Married với nhiều bộ phim của Demme từ cuối thập niên 1970 và 1980. Phim nằm trong nhiều danh sách vinh danh cuối năm 2008 và nhận nhiều giải thưởng, bao gồm đề cử giải Oscar cho Nữ diễn viên xuất sắc nhất cho Anne Hathaway.
Năm 2010, Demme đạo diễn vở kịch Family Week của Beth Henley, với sự tham gia của Rosemarie DeWitt và Sarah Jones. Demme từng ký kết làm đạo diễn, sản xuất và sáng tác một phiên bản chuyển thể từ cuốn tiểu thuyết khoa học viễn tưởng 11/22/63 của tác giả Stephen King, nhưng sau đó từ bỏ dự án vì những bất đồng với King về nội dung kịch bản. Demme đạo diễn nhiều video âm nhạc cho các nghệ sĩ như Suburban Lawns, New Order, dự án H.E.A.L. của KRS-One và Bruce Springsteen. Năm 1989, ông sản xuất một album tổng hợp nhạc Haiti mang tên Konbit: Burning Rhythms of Haiti. Demme còn nằm trong ban tổ chức Jacob Burns Film Center tại Pleasantville, NY. Ngoài ra, ông còn lưu trữ và chủ trì một loạt sản phẩm phát hành hàng tháng mang tên "Rarely Seen Cinema". Demme thành lập công ty sản xuất Clinica Estetico cùng các nhà sản xuất Edward Saxon và Peter Saraf, đặt tại thành phố New York trong 15 năm.

## Đời tư
Demme sinh năm 1944 tại Baldwin, Nassau County, New York, là con trai của Dorothy Louise (Rogers) và Robert Eugene Demme. Ông tốt nghiệp Trường Trung học Southwest Miami và Đại học Florida.
Ông là thành viên Ban chỉ đạo Nhà hát Apollo tại Oberlin, Ohio, cùng với Danny DeVito và Rhea Perlman. Demme có ba người con từ 2 cuộc hôn nhân: Ramona, Brooklyn và Jos. Ông là chú của đạo diễn Ted Demme, người qua đời năm 2002.

## Sự nghiệp điện ảnh

### Phim
| Tựa đề                   | Năm  | Vai trò  | Vai trò   | Vai trò  | Vai trò     | Ghi chú               |
| Tựa đề                   | Năm  | Đạo diễn | Biên kịch | Sản xuất | Khác        | Ghi chú               |
| ------------------------ | ---- | -------- | --------- | -------- | ----------- | --------------------- |
| Angels Hard as They Come | 1971 |          | Có        | Có       |             |                       |
| The Hot Box              | 1972 |          | Có        | Có       |             | Phó đạo diễn          |
| Black Mama White Mama    | 1973 |          |           |          | Viết truyện |                       |
| Caged Heat               | 1974 | Có       | Có        |          |             |                       |
| Crazy Mama               | 1975 | Có       |           |          |             |                       |
| Fighting Mad             | 1976 | Có       | Có        |          |             |                       |
| Handle with Care         | 1977 | Có       |           |          |             | A.K.A. Citizen's Band |
| Last Embrace             | 1979 | Có       |           |          | Diễn viên   | Vai: Man on Train     |
| Melvin and Howard        | 1980 | Có       |           |          |             |                       |
| Swing Shift              | 1984 | Có       |           |          |             |                       |
| Something Wild           | 1986 | Có       |           | Có       |             |                       |
| Swimming to Cambodia     | 1987 | Có       |           |          |             |                       |
| Married to the Mob       | 1988 | Có       |           |          |             |                       |
| The Silence of the Lambs | 1991 | Có       |           |          |             |                       |
| Philadelphia             | 1993 | Có       |           | Có       |             |                       |
| Beloved                  | 1998 | Có       |           |          |             |                       |
| The Truth About Charlie  | 2002 | Có       | Có        | Có       |             |                       |
| The Manchurian Candidate | 2004 | Có       |           | Có       |             |                       |
| Rachel Getting Married   | 2008 | Có       |           | Có       |             |                       |
| A Master Builder         | 2013 | Có       |           |          |             |                       |
| Ricki and the Flash      | 2015 | Có       |           |          |             |                       |

### Phim tài liệu
| Tựa đề                                                   | Năm  | Vai trò  | Vai trò   | Vai trò  | Ghi chú       |
| Tựa đề                                                   | Năm  | Đạo diễn | Biên kịch | Sản xuất | Ghi chú       |
| -------------------------------------------------------- | ---- | -------- | --------- | -------- | ------------- |
| Stop Making Sense                                        | 1984 | Có       | Có        |          |               |
| Haiti: Dreams of Democracy                               | 1987 | Có       | Có        | Có       |               |
| Cousin Bobby                                             | 1992 | Có       |           |          |               |
| The Complex Sessions                                     | 1994 | Có       |           |          |               |
| Storefront Hitchcock                                     | 1998 | Có       |           |          |               |
| The Agronomist                                           | 2003 | Có       | Có        | Có       | Nhà quay phim |
| Neil Young: Heart of Gold                                | 2006 | Có       |           |          |               |
| Man from Plains                                          | 2007 | Có       |           | Có       |               |
| Right to Return: New Home Movies From the Lower 9th Ward | 2007 | Có       |           |          |               |
| Neil Young Trunk Show                                    | 2009 | Có       |           |          |               |
| I'm Carolyn Parker                                       | 2011 | Có       |           | Có       | Nhà quay phim |
| Neil Young Journeys                                      | 2012 | Có       |           | Có       |               |
| Enzo Avitabile Music Life                                | 2012 | Có       |           | Có       |               |
| What's Motivating Hayes                                  | 2015 | Có       |           |          | Short         |
| Justin Timberlake + The Tennessee Kids                   | 2016 | Có       |           |          |               |

### Truyền hình
| Tựa đề              | Năm       | Vai trò  | Vai trò   | Vai trò  | Notes                         |
| Tựa đề              | Năm       | Đạo diễn | Biên kịch | Sản xuất | Notes                         |
| ------------------- | --------- | -------- | --------- | -------- | ----------------------------- |
| Columbo             | 1978      | Có       |           |          | Tập: "Murder Under Glass"     |
| Saturday Night Live | 1980–1986 | Có       | Có        |          | 3 tập                         |
| American Playhouse  | 1982      | Có       |           |          | Tập: "Who Am I This Time?"    |
| Trying Times        | 1987      | Có       |           |          | Tập: "A Family Tree"          |
| Subway Stories      | 1997      | Có       |           |          | Phần: ""Subway Car from Hell" |
| Enlightened         | 2011      | Có       |           |          | 2 tập                         |
| A Gifted Man        | 2011      | Có       |           | Có       | Tập: "Pilot"                  |
| The Killing         | 2013–2014 | Có       |           |          | 2 tập                         |
| Shots Fired         | 2017      | Có       |           |          |                               |

### Khác
| Tựa đề                                                                                           | Năm  | Ghi chú  | Ghi chú  | Ghi chú           | Notes                                                               |
| Tựa đề                                                                                           | Năm  | Đạo diễn | Sản xuất | Khác              | Notes                                                               |
| ------------------------------------------------------------------------------------------------ | ---- | -------- | -------- | ----------------- | ------------------------------------------------------------------- |
| Fly Me                                                                                           | 1973 |          |          | Phó đạo diễn      |                                                                     |
| The Incredible Melting Man                                                                       | 1977 |          |          | Diễn viên         | Vai: Matt Winters                                                   |
| "The Perfect Kiss"                                                                               | 1985 | Có       |          |                   | Video âm nhạc của New Order                                         |
| Into the Night                                                                                   | 1985 |          |          | Diễn viên         | Vai: Federal Agent                                                  |
| "Away"                                                                                           | 1988 | Có       |          |                   | Video âm nhạc của The Feelies                                       |
| Miami Blues                                                                                      | 1990 |          | Có       |                   |                                                                     |
| Women & Men 2                                                                                    | 1991 |          | Có       |                   |                                                                     |
| Amos & Andrew                                                                                    | 1993 |          |          | Giám đốc sản xuất | Không ghi nhận                                                      |
| Household Saints                                                                                 | 1993 |          |          | Giám đốc sản xuất |                                                                     |
| One Foot on a Banana Peel, the Other Foot in the Grave: Secrets from the Dolly Madison Room 1994 | 1994 |          | Có       |                   | Phim tài liệu                                                       |
| "Murder Incorporated"                                                                            | 1995 | Có       |          |                   | Video âm nhạc của Bruce Springsteen                                 |
| Devil in a Blue Dress                                                                            | 1995 |          |          | Giám đốc sản xuất |                                                                     |
| That Thing You Do!                                                                               | 1996 |          | Có       | Diễn viên         | Vai: Nhà sản xuất That Thing You Do! Đạo diễn Weekend At Party Pier |
| Mandela                                                                                          | 1996 |          | Có       |                   |                                                                     |
| Shadrach                                                                                         | 1998 |          |          | Giám đốc sản xuất |                                                                     |
| Oz                                                                                               | 2000 |          |          | Diễn viên         | Vai: Đạo diễn quảng cáo                                             |
| The Opportunists                                                                                 | 2000 |          |          | Giám đốc sản xuất |                                                                     |
| Maangamizi: The Ancient One                                                                      | 2001 |          |          | Giám đốc sản xuất |                                                                     |
| Adaptation.                                                                                      | 2002 |          | Có       |                   |                                                                     |
| Beah: A Black Woman Speaks                                                                       | 2003 |          | Có       |                   |                                                                     |
| Crude Independence                                                                               | 2009 |          |          | Giám đốc sản xuất |                                                                     |
| Gimme the Loot                                                                                   | 2012 |          | Có       |                   |                                                                     |
| Song One                                                                                         | 2014 |          | Có       |                   |                                                                     |
| The Center                                                                                       | 2015 |          |          | Giám đốc sản xuất |                                                                     |
| Deep Time                                                                                        | 2015 |          |          | Giám đốc sản xuất |                                                                     |

## Giải thưởng và đề cử
- Giải Oscar
  - 1991: The Silence of the Lambs (thắng – Đạo diễn xuất sắc nhất)
- Giải Quả cầu vàng
  - 1991: The Silence of the Lambs (đề cử – Đạo diễn xuất sắc nhất)
- Giải BAFTA
  - 1991: The Silence of the Lambs (đề cử – Phim hay nhất)
  - 1991: The Silence of the Lambs (đề cử – Đạo diễn xuất sắc nhất)
- Giải Sao Thổ
  - 1991: The Silence of the Lambs (đề cử)
- Liên hoan phim quốc tế Berlin
  - 1991: The Silence of the Lambs (thắng – Giải Gấu bạc cho đạo diễn xuất sắc nhất)[17]
  - 1991: The Silence of the Lambs (đề cử – Giải Gấu Vàng)
  - 1994: Philadelphia (đề cử – Giải Gấu Vàng)